# توگو (سگ)
توگو (به انگلیسی: Togo) (تولد ۱۹۱۳ – مرگ ۵ دسامبر ۱۹۲۹) سگی از نژاد سیبرین هاسکی که در سال ۱۹۲۵ برای رساندن سرم درمان دیفتری به شهر کوچک نوم در آلاسکا مسافت ۲۶۴ مایل(۴۲۴ کیلومتر) را به همراه سورتمه‌ران خود لئونارد سِپّالا (Leonhard Seppala) طی کرد. فیلمی با نام توگو در سال ۲۰۱۹ دربارهٔ این واقعه تاریخی ساخته شد.
توگو در نوزادی بسیار زیرک و پر انرژی بود و صاحب خود را خسته کرده بود که باعث شد او دوبار برای فروش توگو اقدام کند که هر دوبار توگو فرار کرد و بازگشت و در تاریخ ماندگار شد. یک روز صاحب سگ لئونارو سپلا از روی ناچاری او را به سورتمه بست و شگفت زده شد. توگو مسیریاب فوق العادهٔ بود و انرژی و هوش سرشاری داشت که باعث شد برای مأموریت مهم دهکدهٔ نوم انتخاب شود
در طی مسیر مأموریت توگو اسیب‌های شدیدی دید و چندین بار تیم را نجات داد در حالی که ۱۲ ساله بود و تقریباً سالخورده بود و انرژی زیادی از دست داد
بیست گروه سورتمه‌ران در رساندن سرُم همکاری کردند اما ۱۹ گروه دیگر فقط ۳۶ مایل را طی کردند. روزنامه‌های آن زمان، بالتو (Balto) سگ رهبر آخرین گروهی که سرم را به نوم رساند را قهرمان خواندند ولی این توگو و سپالا بودند که ۲۶۴ مایل را طی کردند. روزنامه تایمز در سال ۲۰۱۱ از توگو به عنوان «قهرمان‌ترین حیوانات» تاریخ نام برد.
توگو در دو سال آخر عمر خود به زاد و ولد مشغول شد و سورتمه سواران بزرگ و نامی ان زمان بسیار مصمم بودند تا نژادی از توگو را تهیّه کنند
سرانجام تندیسی از توگو ساخته شد و در دهکدهٔ نوم آلاسکا بنا شد